# Azukibabaa
Azukibabaa (小豆婆?, lett. "la strega dei fagioli"), o Azuki togi babaa (小豆磨ぎ婆?), è uno yōkai della prefettura di Miyagi nella regione del Kantō in Giappone. È un'anziana yōkai che emette il suono della macinatura dei fagioli azuki, proprio come l'Azukiarai, e le leggende su di lei variano a seconda della regione. C'è anche una teoria secondo cui non sia uno yōkai diverso dall'azukiarai, e che in alcune regioni, l'azukiarai sia in chiamato azukibabaa.

## Tradizioni locali
- Città di Kawagoe, Prefettura di Saitama
  - Si racconta che in un tempio abbandonato nel villaggio di Shimoosaka-mura, nelle sere di pioggia, si udisse il suono dei fagioli azuki. In questa regione, i genitori dicevano ai figli che disobbedienti che sarebbero stati "attaccati dall'azukibabaa[2].
- Prefettura di Tochigi
  - Si dice che una statua di legno di Erasmo da Rotterdam (Katekisonja (かてきそんじゃ?)) di proprietà del tempio Ryuko-in nella città di Sano sia paragonata a questo mostro, e c'è una leggenda secondo cui i genitori la userebbe per sgridare i figli disobbedienti[3][4].
  - Nel distretto di Haga è conosciuta come la Azuki-Magi-Baba[2].
- Prefettura di Gunma
  - Conosciuta come la "Azukitogi bāsan", appare in un ruscello vicino al castello di Takasaki producendo il suono dei fagioli macinati, cantando, "Azuki-magi yashoka, hito yashoka, shoki shoki" (Vorresti lavare o mangiare i fagioli rossi??). Se provi a passare di lì, l'area circostante sarà avvolta da una luce brillante, ma se tieni premuto il pollice e calmi la mente, la luce scomparirà[1].
  - Nel villaggio di Shōwa, nel distretto di Tone, emettono un suono simile a quello dei fagioli azuki che vengono mescolati in una pentola in un ruscello e cantano la stessa melodia di quando lavano i fagioli: "Azuki to go ka, hito totte kuu ka (prendi i fagioli azuki o li mangi)." Si dice che la sua vera identità sia un mujina o una donnola[5].
- Tokyo
  - In una notte d'autunno illuminata dalla luna, si può udire una voce roca provenire dal ruscello che canta: "Un fagiolo azuki, due fagioli azuki, ...", e all'alba si vede una vecchia in abiti bianchi che porta un cesto scomparire nella nebbia[6].
  - Si dice anche che Azukibaba sia apparso nei pozzi Otokoido e Onnaido nella città di Ōme, dove persiste la leggenda di Kōbō Daishi[7]。

.

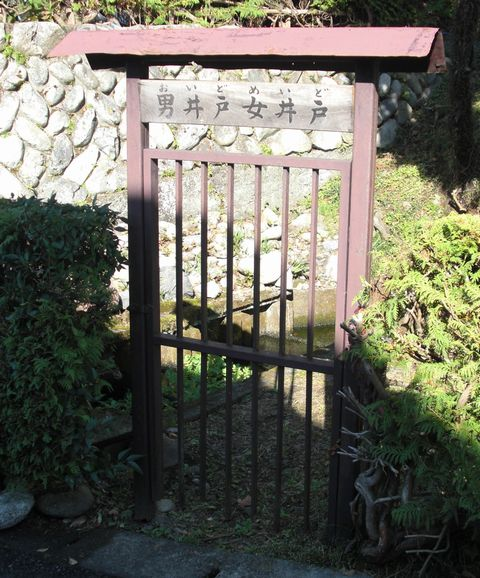
Si dice che una donna che porta i fagioli azuki appaia in un pozzo nella città di Ōme, Tokyo

- Prefettura di Yamanashi, distretto di Kitakoma, villaggio di Kiyoharu, Nakamaru Kakinokidaira (ora città di Hokuto)
  - È anche conosciuta come "Azuki sogi baba". Vive su un grande albero vicino al santuario di Suwa, emettendo un fruscio ogni notte e chiamando i passanti, dicendo "Azuki oannasutte (che significa per favore, mangia dei fagioli azuki)". Se la persona viene sorpresa e va nel panico, la raccoglie con un grande setaccio[1][2]. Il ricercatore di yōkai Kenji Murakami crede che sia imparentata con lo yōkai Tsurube-otoshi, che si dice raccolga le persone dalla cima degli alberi.
- Prefettura di Kanagawa, città di Yokohama, distretto di Tsuzuki, Kawawa-machi
  - Come nella prefettura di Saitama, viene descritta come uno yōkai che minaccia i bambini sotto il nome di "Azuki migaki baba".
- Nishi Narita, città di Tomiya, prefettura di Miyagi
  - Uno yōkai simile all'Azukiarai è chiamata "Azuki arai baba" e appare sotto forma di una vecchia nei ruscelli al crepuscolo. Si dice che la sua vera identità sia quella di una kitsune[2].